# Kostel svatého Ducha (Šumná)
Kostel svatého Ducha se nachází na návsi obce Šumná. Kostel je filiálním kostelem římskokatolické farnosti Štítary na Moravě. Jde o moderní jednolodní kostel postavený mezi lety 2005 a 2008. Investorem stavby bylo místní sdružení Fatym. Autorem stavby je architekt Marek Jan Štěpán.
Kostel je obdélného půdorysu a je dělený na tři části, čtyřpodlažní věž, kostelní loď a závěr. Kněžíště se závěrem je obklopeno další zdí a stavba tak zůstává čistě obdélná.

## Historie
Kostel svatého Ducha v Šumné byl postaven mezi lety 2005 a 2008, původně se bohoslužby v obci odehrávaly na obecním úřadě a to přinášelo problémy. O stavbě kostela se rozhodlo v době, kdy bohoslužby byly konány každý den (přibližně od roku 1997) a prostory obecního úřadu již nedostačovaly. Stavba kostela začala 24. října 2005. Kostel byl vystavěn primárně pod zájmem kněze Marka Dundy ze sdružení Fatym a autorem stavby je Marek Štěpán, ten pak připravil i interiér kostela. Kostel byl vysvěcen 14. září 2008 biskupem Vojtěchem Cikrlem.
V roce 2010 stavba kostela obdržela architektonickou cenu Klubu za starou Prahu.